# Adorjánfalva község
Adorjánfalva község (szlovén nyelven Občina Odranci) a Muravidék részben szlovéniai magyarok által is lakott területén található, valamint a Pomurska statisztikai régió része.
Adorjánfalva a község egyetlen települése. Ez a község Szlovénia legkisebb közigazgatási egysége, és azon kevesek egyike, amelyek csak egy településből állnak.

## Elnevezése
A község az Árpád-korban is szlovén lakosságú volt, magyar nevét csak a 19. század végi földrajzinév-magyarosítási hullám során kapta, ezért még a környező magyar lakosság sem ismeri, alkalmazza ezt a nevet. A jelentősebb magyar lakossággal rendelkező települések hagyományos magyar nevei a Muravidéken mindenütt szerepelnek az út menti helységnévtáblákon is, de Adorjánfalva község települései nem tartozik ezek közé.

## Népessége
| Lakosok száma | 1681 | 1676 | 1684 | 1652 | 1634 | 1642 | 1632 | 1632 | 1644 | 1630 |
|               | 2008 | 2009 | 2011 | 2012 | 2013 | 2015 | 2016 | 2017 | 2019 | 2020 |